# 以色列—摩洛哥关系正常化协议
以色列—摩洛哥关系正常化协议是美国政府于2020年12月10日宣布的一项协议，以色列和摩洛哥同意逐步推动关系正常化。2020年12月22日，两国签署了联合声明，承诺尽快开通直航，促进经济合作，重新开放联络处并建立两国间的全面外交关系。
在此之前，巴林、阿联酋和苏丹已于2020年9月和10月与以色列签署了关系正常化协议。加上更早之前的埃及和约旦，摩洛哥成为第六个与以色列实现关系正常化的阿拉伯联盟国家。作为协议条件，美国同意承认摩洛哥吞并西撒哈拉，同时敦促双方以摩洛哥的自治计划为唯一框架，“谈判达成双方均可接受的解决方案”。

## 背景

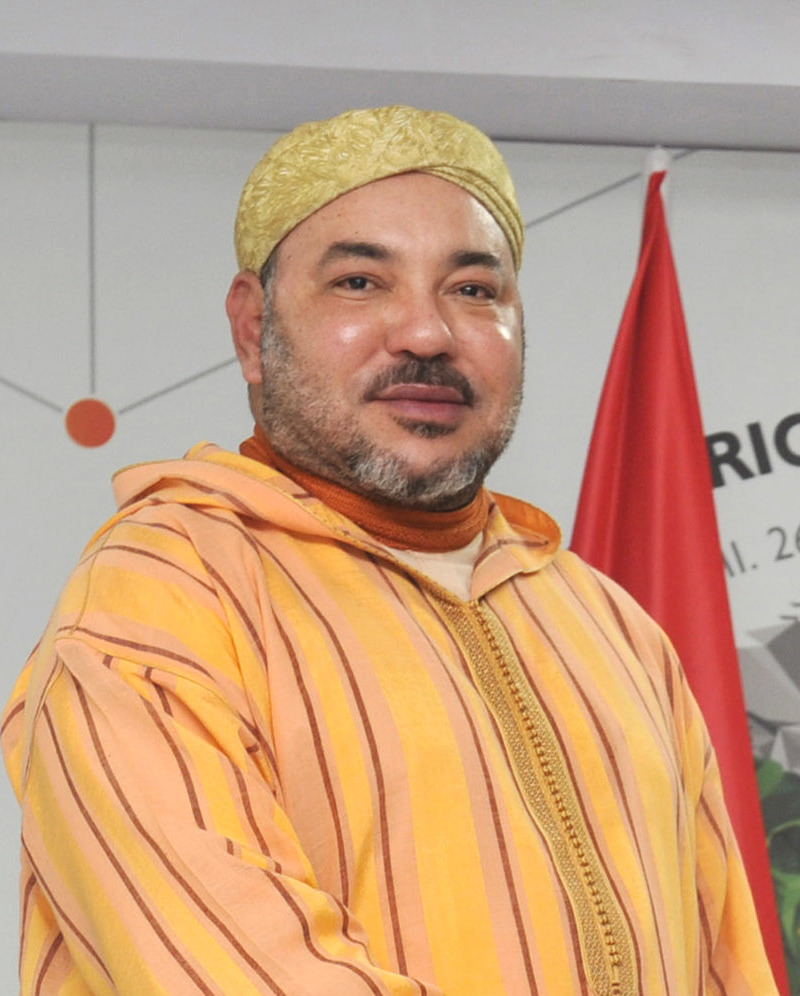
摩洛哥国王穆罕默德六世

西撒哈拉战争期间（1975年—1991年），在西撒哈拉土地上修建的摩洛哥墙。黄色区域为波利萨里奥阵线控制的领土

在1948年以色列建国之前，摩洛哥拥有大量的犹太人口，约有25万至35万人（占总人口的10%）。以色列建国后，摩洛哥的反犹暴动促使犹太人逃离摩洛哥。今日以色列数十万犹太人的血统可以追溯到摩洛哥。
1973年赎罪日战争期间，摩洛哥支援了埃及和叙利亚，摩洛哥士兵在叙利亚南部与以色列军队交战，约有700人阵亡。
20世纪90年代，以色列与巴勒斯坦达成临时和平协议后，两国建立了低级别外交关系，该协议在2000年阿克萨起义爆发后被冻结。自那时起，两国一直保持着非正式关系，每年估计有5万名以色列人前往摩洛哥。尽管到2020年，摩洛哥的犹太人口已经减少到约2000人。
正常化协议由美国总统高级顾问贾里德·库什纳和国际谈判特别代表阿维·伯科维茨领导的团队谈判达成。库什纳和伯科维茨同摩洛哥政府进行了两年多的对话，提议与以色列恢复关系正常化，以换取美国承认摩洛哥对西撒哈拉的主权。2019年5月，库什纳访问摩洛哥时，摩洛哥国王穆罕默德六世提出了美国承认西撒哈拉的问题，强调了这一问题对摩洛哥的重要性。该协议以及2020年以色列达成的其他正常化协议的主要推动力在于强化了针对伊朗的统一战线，遏制其在该地区的影响力扩张。摩洛哥将伊朗视为威胁，曾于2018年切断了与伊朗政府的联系，指责伊朗通过真主党为西撒哈拉分离主义运动波利萨里奥阵线提供资助。
在此之前，巴林、阿联酋和苏丹已于2020年9月和10月与以色列签署了关系正常化协议。加上更早之前的埃及和约旦，摩洛哥成为第六个与以色列实现关系正常化的阿拉伯联盟国家。

## 协议

摩洛哥（深绿色），西撒哈拉（浅绿色）和以色列（橙圈内）

根据白宫于2020年12月10日最初宣布的协议，摩洛哥将与以色列走向“全面的外交、和平与友好关系”，建立贸易关系并恢复官方联系，两国间将开通直飞航班。摩洛哥在与以色列总理本雅明·内塔尼亚胡的通讯中正式承认以色列。据库什纳称，两国计划“立即重新开放位于拉巴特和特拉维夫的联络处，并打算开设大使馆”。摩洛哥外交与国际合作部部长代表莫希奈·贾祖里表示，“犹太教根植于摩洛哥文化”，犹太人的历史将“出现在学校教科书中，很快就会被教授”。摩洛哥犹太社区委员会秘书长塞尔日·贝尔杜戈表示，在摩洛哥学校教授犹太历史和文化的决定“具有海啸般的影响；它在阿拉伯世界尚属首次”。
2020年12月22日，总统高级顾问贾里德·库什纳和以色列国家安全顾问梅尔·本-沙巴特（其家人从摩洛哥移民到以色列）等高级官员登上从以色列飞往摩洛哥首都拉巴特的航班，他们签署了一份联合声明，承诺开通两国之间中断的直飞航班，促进经济合作，重新开放联络处，并朝着全面外交关系迈进。美国还同意承认摩洛哥对有争议的西撒哈拉领土的主权，同时敦促双方“以摩洛哥的自治计划为唯一框架，谈判达成双方均可接受的解决方案”。特朗普补充说，美国“承认摩洛哥对整个西撒哈拉领土拥有主权，并重申支持摩洛哥提出的严肃、可信和现实的自治提案，这是公正和持久解决西撒哈拉领土争端的唯一基础。”库什纳呼吁双方与联合国合作，落实赋予该地区人民广泛自治权的提案。美国还表示打算在西撒哈拉的达赫拉开设领事馆。

## 反应

### 以色列和摩洛哥
以色列总理本雅明·内塔尼亚胡在光明节之际发表的讲话中赞扬了这一决定，并谈到了“摩洛哥国王和摩洛哥人民对那里的犹太社区表现出的巨大友谊”。
消息宣布后，摩洛哥王室内阁发布了新闻稿，介绍国王穆罕默德六世与巴勒斯坦领导人马哈茂德·阿巴斯的通话情况。摩洛哥政府重申其在巴勒斯坦问题上的立场保持不变。据分析人士奥马尔·布鲁克西称，该协议是在未事先与议会或首相萨阿德丁·奥斯曼尼协商的情况下达成的，后者此前曾表示反对关系正常化。在摩洛哥政党中，只有两个左翼政党，即统一社会党和民主道路发表了反对正常化的声明，此外政府中温和伊斯兰主义政党公正与发展党的宗教和青年分支也发表了类似声明。
摩洛哥犹太社区成员对协议宣布表示欢迎。一群计划举行反对关系正常化抗议活动的人士被摩洛哥警方驱散；伊斯兰协会Al Adl Wa Al Ihssane下属的摩洛哥支持乌玛事务委员会（Moroccan Instance for the Support of Ummah Affairs）主席阿卜杜勒萨马德·法蒂称，此举证明该协议是“强加给摩洛哥人的”。相比之下，支持美国承认摩洛哥对西撒哈拉主权的集会却得到了允许，没有受到干涉。

### 美国
美国参议院外交委员会成员、得克萨斯州共和党参议员泰德·克鲁兹支持该协议，他表示：“今天对摩洛哥和以色列来说是美好的一天……我一直主张，如果美国明确表示我们与以色列盟友站在一起，共同对抗我们的敌人，那么我们的地区盟友就会团结起来，维护我们自己的国家安全和美国人民的安全。”阿肯色州共和党参议员汤姆·科顿表示：“我赞扬我们的朋友和伙伴摩洛哥王国与以色列建立外交关系。摩洛哥的决定是实现中东和非洲和平的又一重要步骤。”共和党犹太联盟成员、明尼苏达州前参议员诺姆·科尔曼称该协议“具有历史性意义”，是“朝着该地区更大稳定与和平迈出的重要一步”。
美国参议院军事委员会主席、西撒哈拉独立倡导者、俄克拉荷马州共和党参议员吉姆·英霍夫严厉批评了特朗普政府承认摩洛哥对西撒哈拉的主权。英霍夫称这一决定“令人震惊和深感失望”，并补充说他“对西撒哈拉人民的权利被交易感到悲伤”。前国家安全顾问约翰·博尔顿也批评特朗普承认摩洛哥的主张，他在推特上写道：“特朗普为了快速取得外交政策胜利而放弃美国对西撒哈拉三十年的政策是错误的。”2021年10月，美国参议院拨款委员会关于2022年预算分配的法案草案称，“任何资金都不得用于支持在西撒哈拉建设或运营美国领事馆”。2020年12月，特朗普的国务卿迈克·蓬佩奥宣布启动建立领事馆的程序。

### 联合国
据一位发言人称，联合国秘书长安东尼奥·古特雷斯对该协议表示欢迎，但对西撒哈拉问题持保留意见。联合国表示，在协议宣布后，其在西撒哈拉问题上的立场“没有改变”，古特雷斯的一位发言人表示，“仍然可以在安理会决议的基础上找到该问题的解决方案”。2020年12月21日，在安理会闭门会议后，南非大使表示：“我们认为，任何承认西撒哈拉为摩洛哥一部分的行为都等同于承认非法行为，因为这种承认不符合国际法。”

### 阿拉伯世界
埃及总统阿卜杜勒-法塔赫·塞西对协议宣布表示欢迎，并称该协议将促进中东地区“进一步的稳定与合作”。阿布扎比王储谢赫穆罕默德·本·扎耶德·阿勒纳哈扬在推特上写道：“这……有助于促进我们对该地区稳定、繁荣、公正和持久和平的共同追求。”巴林和阿曼对该协议表示赞赏。突尼斯总理希沙姆·迈希希表示：“我们尊重摩洛哥的选择。”沙特阿拉伯国王萨勒曼表示：“我们支持现任美国政府为实现中东和平所做的努力。”
阿尔及利亚总理阿卜杜勒-阿齐兹·杰拉德表达了该国对摩洛哥与以色列关系正常化的不满，声称“摩洛哥有意将以色列和犹太复国主义实体带到我们的边境”。阿尔及利亚最大的伊斯兰政党和平社会运动（HAMS）则认为，摩洛哥与以色列关系正常化是一个“险恶的决定”，“对马格里布国家构成威胁，使这些国家陷入远离它们的动荡循环，将敌人的阴谋带到我们的边境之上”对于美国承认摩洛哥对西撒哈拉的主权，阿尔及利亚表示“这不具有法律效力，因为它与联合国决议相抵触，尤其是联合国安理会有关西撒哈拉的决议”。
巴勒斯坦领导层和官方媒体对该协议保持沉默，而哈马斯和巴勒斯坦伊斯兰圣战运动均对该协议提出批评，这两个组织都被美国指定为恐怖组织。撒哈拉民族主义运动组织波利萨里奥阵线发表新闻声明，谴责特朗普承认摩洛哥对西撒哈拉的主权。

### 其他
伊朗谴责摩洛哥与以色列关系正常化。一名伊朗高级官员表示，正常化是“对巴勒斯坦人的背叛和刺伤”。
西班牙外交大臣阿兰查·冈萨雷斯表示，西班牙欢迎两国关系正常化，但拒绝美国承认摩洛哥对西撒哈拉的主权。俄罗斯欢迎两国恢复外交关系，但谴责特朗普承认摩洛哥拥有西撒哈拉主权的决定，称其违反了国际法。